# Срећан пут чико
„Срећан пут чико” је југословенски кратки филм из 1965. године. Режирао га је Миодраг Гајић а сценарио су написали Драгован Јовановић и Огњен Лакићевић у продукцији Факултета драмских уметности у Београду

## Улоге
| Глумац             | Улога |
| ------------------ | ----- |
| Зоран Милосављевић |       |
| Снежана Стојановић |       |
| Милош Жутић        |       |